# Jan Jacek Tarnowski
Jan Jacek Tarnowski herbu Leliwa (ur. 8 listopada 1729 w Dzikowie, zm. 24 sierpnia 1808 tamże) – od 1746 starosta byszowski i kahorlicki, dziedzic Dzikowa. W latach 1765–1768 chorąży halicki. Od 1785 obdarzony tytułem hrabiego. 

## Życiorys
Poseł ziemi halickiej na Sejm Czaplica 1766 roku.
W 1775 zawarł związek małżeński z Rozalią Czacką córką Feliksa Czackiego. Ojciec Jana Feliksa i Michała. Rozbudował Dzików nadając rodowej posiadłości styl późnego baroku, czyniąc z niej miejsce spotkań polityków z czasów Sejmu Czteroletniego.